# Cassinopsis
Cassinopsis é um género com sete espécies de plantas  pertencente à família Icacinaceae.

## Espécies
- Cassinopsis capensis Harv. & Sond.
- Cassinopsis chapelieri (Baill.) H.Perrier
- Cassinopsis ciliata Baker
- Cassinopsis ilicifolia (Hochst.) Sleumer
- Cassinopsis madagascariensis Baill.
- Cassinopsis tinifolia Harv.
- Cassinopsis tomentosa H.Perrier